# South Florida Bulls

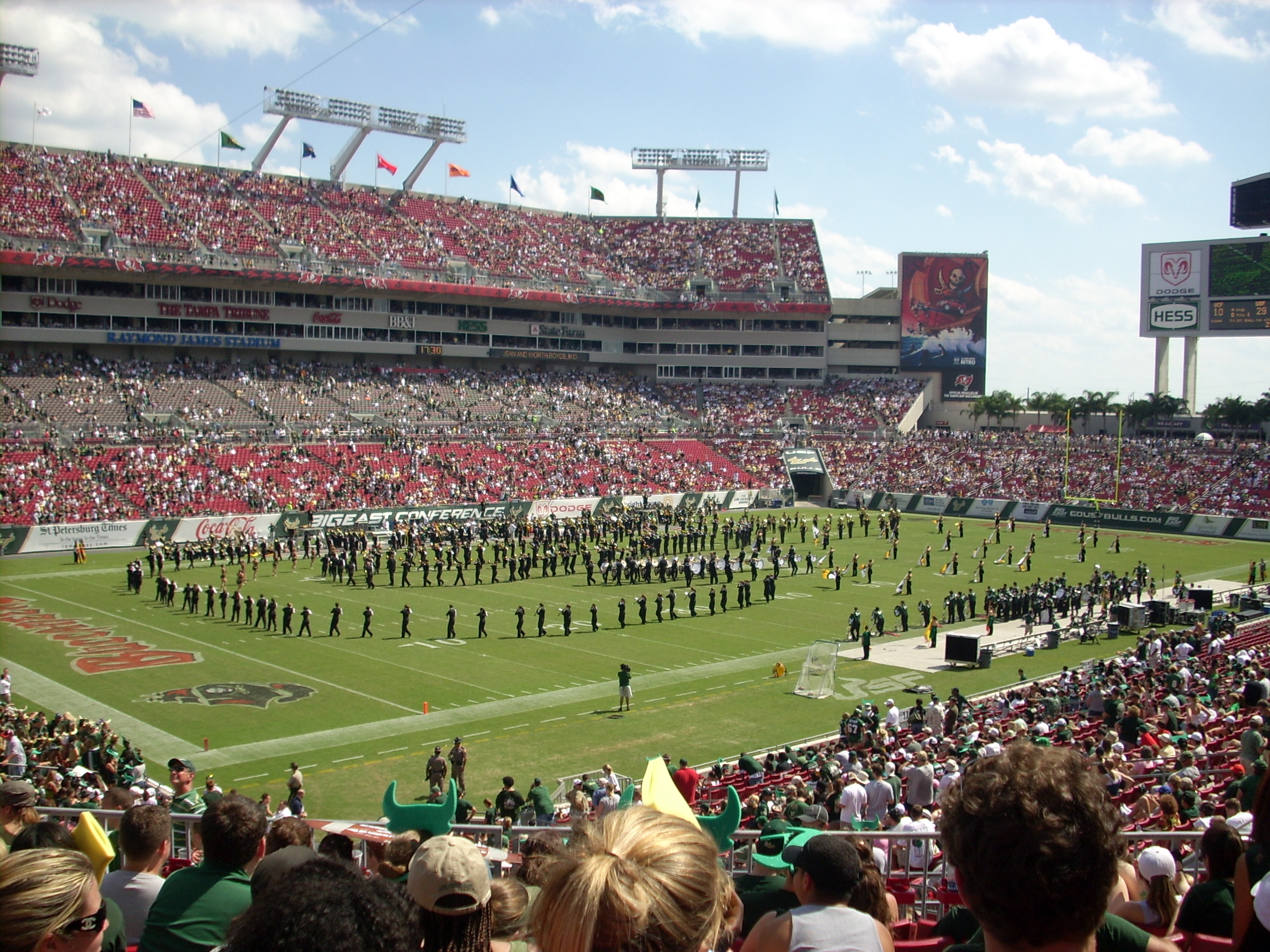
Partido contra UCF en el Raymond James Stadium.

South Florida Bulls (español: Toros del Sur de Florida) es el nombre utilizado por los equipos deportivos de la Universidad del Sur de Florida, situada en Tampa, Florida. Los equipos de los Bulls participan en las competiciones universitarias de la NCAA, y forman parte de la American Athletic Conference.

## Equipos
Los Bulls tienen 8 equipos masculinos y 9 femeninos:
| - Masculino - Baloncesto - Golf - Tenis - Fútbol - Cross - Atletismo - Béisbol - Fútbol americano | - Femenino - Baloncesto - Golf - Tenis - Fútbol - Cross - Atletismo - Softball - Voleibol - Vela |

## Fútbol americano
La Universidad del Sur de Florida destaca por su equipo de fútbol americano, que compite en la American Athletic Conference desde 2013. Anteriormente lo hacía en la Big East Conference, hasta 2005, y en la Conference USA hasta 2003.

## Deportistas destacados
Algunos deportistas notables de USF Bulls son el baloncestista Chucky Atkins, los jugadores de fútbol americano Frank Davis, Anthony Henry y Kawika Mitchell, el futbolista Roy Wegerle, y la futbolista femenina Christiane Endler.